# Ahmed Said
Ahmed Said – meglio noto come Okka – (in arabo أوكا‎?; Il Cairo, 13 marzo 1984) è un allenatore di calcio ed ex calciatore egiziano, di ruolo difensore, vice-allenatore del Future.

## Carriera
Il 23 gennaio 2021 annuncia il ritiro.

## Statistiche

### Presenze e reti nei club
Statistiche aggiornate al 30 giugno 2017.
| Stagione               | Squadra                | Campionato             | Campionato | Campionato | Coppe nazionali | Coppe nazionali | Coppe nazionali | Coppe continentali | Coppe continentali | Coppe continentali | Altre coppe | Altre coppe | Altre coppe | Totale | Totale |
| Stagione               | Squadra                | Comp                   | Pres       | Reti       | Comp            | Pres            | Reti            | Comp               | Pres               | Reti               | Comp        | Pres        | Reti        | Pres   | Reti   |
| ---------------------- | ---------------------- | ---------------------- | ---------- | ---------- | --------------- | --------------- | --------------- | ------------------ | ------------------ | ------------------ | ----------- | ----------- | ----------- | ------ | ------ |
| 2005-2006              | Ismaily                | PL                     | 22         | 3          | CE              | 0               | 0               | -                  | -                  | -                  | -           | -           | -           | 22     | 3      |
| 2006-2007              | Haras El-Hodood        | PL                     | 0          | 0          | CE              | 0               | 0               | -                  | -                  | -                  | -           | -           | -           | 0      | 0      |
| 2007-2008              | Haras El-Hodood        | PL                     | 3          | 0          | CE              | 0               | 0               | CC                 | 5                  | 0                  | -           | -           | -           | 8      | 0      |
| 2008-2009              | Haras El-Hodood        | PL                     | 26         | 3          | CE              | 3               | 0               | CC                 | 8                  | 0                  | -           | -           | -           | 37     | 3      |
| 2009-2010              | Haras El-Hodood        | PL                     | 27         | 2          | CE              | 3               | 0               | CC                 | 4                  | 0                  | SE          | 1           | 0           | 35     | 2      |
| 2010-2011              | Haras El-Hodood        | PL                     | 15         | 1          | CE              | 3               | 0               | CC                 | 4                  | 1                  | -           | -           | -           | 22     | 2      |
| 2011-2012              | Haras El-Hodood        | PL                     | 14         | 1          | -               | -               | -               | -                  | -                  | -                  | -           | -           | -           | 14     | 1      |
| Totale Haras El-Hodood | Totale Haras El-Hodood | Totale Haras El-Hodood | 85         | 7          |                 | 9               | 0               |                    | 21                 | 1                  |             | 1           | 0           | 116    | 8      |
| 2012-2013              | Lierse                 | D1                     | 24+3       | 2          | CB              | 1               | 0               | -                  | -                  | -                  | -           | -           | -           | 28     | 2      |
| 2013-2014              | Smouha                 | PL                     | 19+3       | 0          | CE              | 5               | 0               | -                  | -                  | -                  | -           | -           | -           | 27     | 0      |
| 2014-2015              | Smouha                 | PL                     | 19         | 2          | CE              | 1               | 0               | CCL                | 3                  | 0                  | -           | -           | -           | 23     | 2      |
| 2015-gen. 2016         | Smouha                 | PL                     | 6          | 0          | CE              | 0               | 0               | -                  | -                  | -                  | -           | -           | -           | 6      | 0      |
| Totale Smouha          | Totale Smouha          | Totale Smouha          | 44+3       | 2          |                 | 6               | 0               |                    | 3                  | 0                  |             | -           | -           | 56     | 2      |
| gen.-giu. 2016         | Misr Lel Makasa        | PL                     | 7          | 0          | CE              | 1               | 0               | CC                 | 4                  | 0                  | -           | -           | -           | 12     | 0      |
| 2016-2017              | El-Entag El-Harby      | PL                     | 19         | 0          | CE              | 2               | 1               | -                  | -                  | -                  | -           | -           | -           | 21     | 1      |
| Totale carriera        | Totale carriera        | Totale carriera        | 207        | 14         |                 | 19              | 1               |                    | 28                 | 1                  |             | 1           | 0           | 255    | 16     |

## Palmarès

### Club

#### Competizioni nazionali
- Coppa d'Egitto: 2

Haras El-Hodood: 2008-2009, 2009-2010
- Supercoppa d'Egitto: 1

Haras El-Hodood: 2009